# Тавалга
Тавалга (Таволга) — река в России, протекает по Красногвардейскому району Оренбургской области.

## География и гидрология
Таволга правобережный приток реки Турганник. Река протекает через села Ибряево и Преображенка. Её устье находится в 22 километрах от устья Турганника. Длина составляет 17 км. Площадь водосборного бассейна — 120 км². Имеет правый приток — реку Баталка.

## Данные водного реестра
По данным государственного водного реестра России относится к Нижневолжскому бассейновому округу, водохозяйственный участок реки — Самара от Сорочинского гидроузла до водомерного поста у села Елшанка. Речной бассейн реки — Волга от верховий Куйбышевского вдхр. до впадения в Каспий.
Код объекта в государственном водном реестре — 11010001012112100006945.